# 柴闪闪
柴闪闪（1985年1月—），湖北老河口人，汉族，中华人民共和国基层职工出身的全国人大代表。2014年8月，加入中国共产党。　　
“闪闪”一名出于1970年代著名电影《闪闪的红星》。2004年，柴闪闪前往上海打工，进入上海邮政系统内的邮件处理分中心工作。2018年时的职务是中国邮政集团公司上海市邮区中心局上海站邮件处理分中心邮件接发员。
因业务能力出众，获得多项荣誉，“上海市邮政公司先进生产（工作）者”、“上海市优秀青年突击队员”、“上海市先进农民工”。2017年12月，在上海市浦东新区当选上海市第十五届人大代表。2018年2月24日，当选为第十三届全国人大代表。